# Post-rock
Post-rock ou pós-rock é um subgênero do rock experimental caracterizado pela exploração de texturas e timbres, bem como de estilos não relacionados ao rock, geralmente com o mínimo ou nenhum vocal, enfatizando menos as estruturas ou riffs convencionais das músicas do que a atmosfera para fins de evocação musical. Os artistas de post-rock geralmente combinam instrumentação e estilos de rock com eletrônicos e produção digital como meio de permitir a exploração de texturas, timbres e estilos diferentes. O gênero surgiu nas cenas de música indie e underground das décadas de 1980 e 1990, mas, ao abandonar as convenções do rock, começou a mostrar menos semelhança musical com o indie rock convencional da época. A primeira onda do post-rock se inspira em diversas fontes, incluindo ambient, eletrônica, jazz, krautrock, psicodelia, dub e clássico minimalista, sendo que essas influências também foram fundamentais para o subestilo do ambient pop.
Artistas e grupos como Talk Talk e Slint foram creditados por produzirem trabalhos fundamentais no estilo no final da década de 1980 e início da década de 1990. O termo "post-rock" foi notavelmente empregado pelo jornalista Simon Reynolds em uma resenha do álbum Hex, de 1994, do Bark Psychosis. Com o lançamento do álbum Millions Now Living Will Never Die, de 1996, do Tortoise, o post-rock se tornou um termo aceito para a cena de artistas associados. Desde então, o termo se desenvolveu para se referir a bandas orientadas para o rock instrumental dramático e de suspense, tornando o termo controverso entre ouvintes e artistas.

## Etimologia
O conceito de "post-rock" foi inicialmente cunhado pelo crítico Simon Reynolds, que usou o termo em sua crítica do álbum Hex, do Bark Psychosis, publicada na edição de março de 1994 da revista Mojo. Reynolds expandiu a ideia mais tarde na edição de maio de 1994 da The Wire. Referindo-se aos artistas Seefeel, Disco Inferno, Techno Animal, Robert Hampson e Insides, Reynolds usou o termo para descrever a música "que usa instrumentação de rock para fins não roqueiros, usando guitarras como facilitadoras de timbre e texturas em vez de riffs e power chords". Ele também explicou o termo dizendo que

Talvez a área realmente provocativa para o desenvolvimento futuro esteja [...] no rock ciborgue; não a adoção total da metodologia do techno, mas algum tipo de interface entre o tempo real, a execução prática e o uso de efeitos e aprimoramentos digitais.
Reynolds, em uma entrada de julho de 2005 em seu blog, disse que havia usado o conceito de "post-rock" antes de usá-lo no Mojo, referindo-se anteriormente a ele em um artigo sobre o Insides para o jornal musical Melody Maker. Ele também disse que mais tarde descobriu que o termo não era de sua própria autoria, escrevendo em seu blog: "Descobri muitos anos depois que ele já estava circulando há mais de uma década." Em 2021, Reynolds refletiu sobre a evolução do estilo, dizendo que o significado do termo havia se desenvolvido durante o século 21, não mais se referindo a "grupos de guitarra britânicos de esquerda envolvidos em um processo gradual de abandono de músicas [e explorando] textura, processamento de efeitos e espaço", mas passando a significar "rock instrumental épico e dramático, não tão post-rock quanto se gosta de pensar que é."
Usos anteriores do termo incluem seu emprego em um artigo de 1975 do jornalista americano James Wolcott sobre o músico Todd Rundgren, embora com um significado diferente. Também foi usado no Rolling Stone Album Guide para nomear um estilo que corresponde aproximadamente a "avant-rock" ou "out-rock". O uso mais antigo do termo citado por Reynolds data de setembro de 1967. Em uma reportagem de capa da Time sobre os Beatles, o escritor Christopher Porterfield elogia o uso criativo do estúdio de gravação pela banda e pelo produtor George Martin, declarando que isso está "liderando uma evolução na qual o melhor dos sons atuais do post-rock está se tornando algo que a música pop nunca foi antes: uma forma de arte". Outro exemplo anterior a 1994 do uso do termo pode ser encontrado em uma resenha de abril de 1992 da banda de noise-pop dos anos 1990 The Earthmen, feita por Steven Walker na publicação musical Juke, de Melbourne, na qual ele descreve um "festival de ruídos post-rock".

## Características

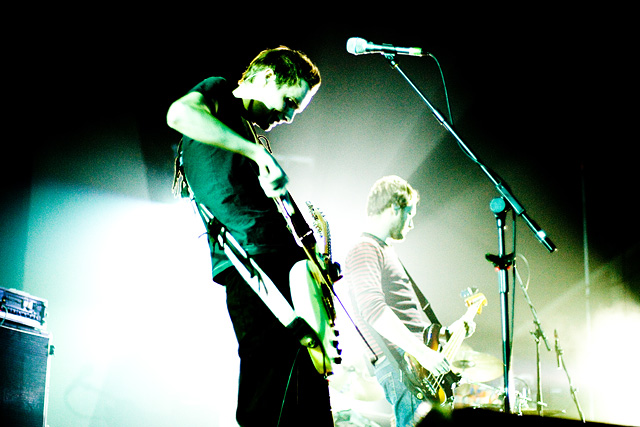
O grupo de post-rock Sigur Rós se apresentando em um show em 2005 em Reiquiavique.

O post-rock incorpora estilos e características de vários gêneros e cenas musicais, incluindo krautrock, ambient, psicodelia, rock progressivo, space rock, math rock, lo-fi e outras técnicas experimentais de gravação, música clássica minimalista, IDM britânica, jazz (avant-garde e cool) e dub, além de post-punk, free jazz, música clássica contemporânea e música eletrônica de vanguarda. Também pode ter semelhanças com a música drone e com o uso de drones no rock psicodélico. Os primeiros grupos de post-rock geralmente exibiam forte influência do krautrock da década de 1970, particularmente tomando emprestado elementos do "motorik", o ritmo característico do krautrock.
As composições post-rock muitas vezes podem usar a repetição de motivos musicais e mudanças sutis com uma gama extremamente ampla de dinâmicas. Em alguns aspectos, isso se assemelha à música de Steve Reich, Philip Glass e Brian Eno, pioneiros do minimalismo que foram influências reconhecidas nas bandas da primeira onda do post-rock. As peças do post-rock podem ser longas e instrumentais, contendo construções repetitivas de timbres, dinâmicas e texturas. Os vocais são frequentemente omitidos no post-rock; no entanto, isso não significa necessariamente que estejam totalmente ausentes. Quando os vocais são incluídos, o uso normalmente não é tradicional: algumas bandas de post-rock empregam os vocais como esforços puramente instrumentais e incidentais ao som, em vez de um uso mais tradicional em que vocais "limpos" e facilmente interpretáveis são importantes para o significado poético e lírico. Quando presentes, os vocais do post-rock são geralmente suaves ou monótonos e, normalmente, não são frequentes ou estão presentes em intervalos irregulares, e têm letras abstratas ou impessoais. Sigur Rós, uma banda conhecida por seus vocais característicos, inventou uma linguagem que chamou de "Hopelandic" ("Vonlenska" em islandês), que eles descreveram como "uma forma de vocais sem sentido que se ajusta à música e atua como outro instrumento".
Muitas vezes, em vez de estruturas típicas do rock, como a forma verso-coro, os grupos de post-rock fazem maior uso de paisagens sonoras. Simon Reynolds afirma em seu ensaio "Post-Rock", da Audio Culture, que "a jornada de uma banda do rock ao post-rock geralmente envolve uma trajetória de letras narrativas, fluxo de consciência, voz como textura e música puramente instrumental". A conclusão de Reynolds define a progressão esporádica do rock, com seu campo sonoro e letras, para o post-rock, em que os samples são manipulados, esticados e colocados em loop.
A experimentação mais ampla e a mistura de outros gêneros tomaram conta da cena post-rock. Cult of Luna, Isis, Russian Circles, Palms, Deftones e Pelican fundiram metal com estilos de post-rock, e o som resultante foi denominado post-metal. Mais recentemente, o sludge metal cresceu e evoluiu para incluir (e, em alguns casos, fundir-se completamente com) alguns elementos do post-rock. Essa segunda onda do sludge metal teve como pioneiras bandas como Giant Squid e Battle of Mice. Esse novo som é frequentemente visto no selo da Neurot Recordings. Da mesma forma, bandas como Altar of Plagues, Lantlôs e Agalloch misturam post-rock e black metal, incorporando elementos do primeiro e usando principalmente o segundo. Em alguns casos, esse tipo de experimentação e mistura foi além da fusão do post-rock com um único gênero, como no caso do post-metal, em favor de uma adoção ainda mais ampla de influências musicais díspares, como pode ser ouvido em bandas como Deafheaven.

## História

### Antecedentes
Um precedente do post-rock é o grupo norte-americano The Velvet Underground, do final da década de 1960, e sua "dronologia", "um termo que descreve livremente 50% da atividade post-rock atual". Um artigo de 2004 da Stylus Magazine também observou que o álbum Low, de David Bowie, de 1977, teria sido considerado post-rock se fosse lançado vinte anos depois.
O grupo britânico Public Image Ltd (PiL) também foi pioneiro, descrito pela NME como "indiscutivelmente o primeiro grupo de post-rock". Seu segundo álbum, Metal Box (1979), abandonou quase completamente as estruturas tradicionais do rock and roll em favor de paisagens sonoras densas e repetitivas, inspiradas no dub e no krautrock, e das letras enigmáticas e de fluxo de consciência de John Lydon. No ano anterior ao lançamento de Metal Box, o baixista do PiL, Jah Wobble, declarou que "o rock é obsoleto". Dean McFarlane, da AllMusic, descreve Vibing Up the Senile Man (Part One) (1979), da banda Alternative TV, como "uma porta que se abre para a música post-rock multifacetada", citando sua inspiração na vanguarda, no noise e no jazz.
A banda This Heat é considerada anterior ao gênero post-rock, além de ser considerada uma influência para as bandas da primeira onda do post-rock. Sua música foi comparada diretamente a Slint, Swans e Stereolab. O Stump foi considerado "um precursor significativo do post-rock" devido ao "rigor" da abordagem de vanguarda da banda e suas características musicais de incerteza e irregularidade.

### Década de 1990: primeira onda

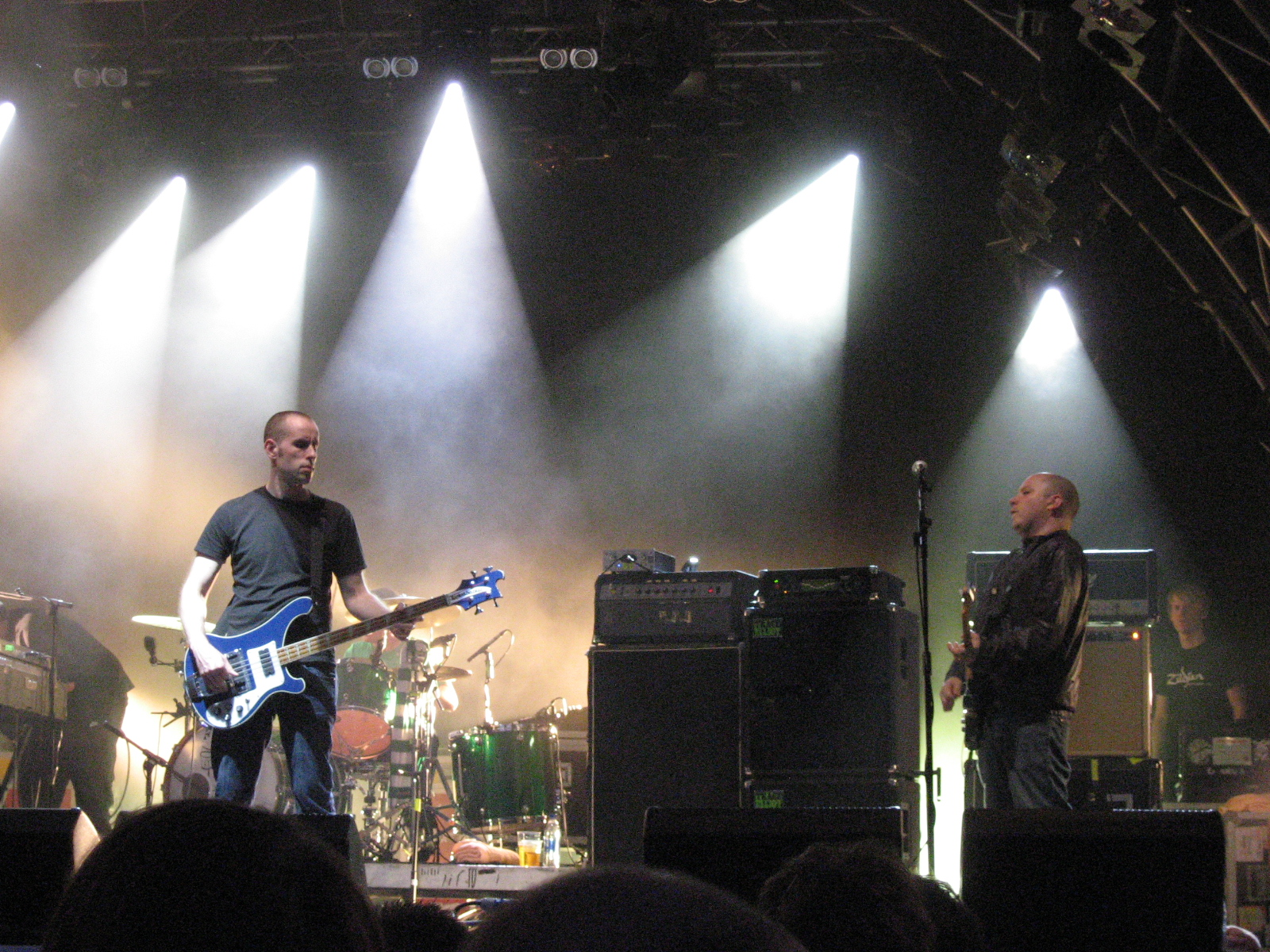
O grupo de post-rock Mogwai se apresentando em um show em 2007.

Originalmente usado para descrever a música indie adjacente ao rock com toques de eletrônica de bandas inglesas como Stereolab, Laika, Disco Inferno, Moonshake, Seefeel, Bark Psychosis e Pram, muitas das quais começaram com raízes no post-punk e no shoegaze, o post-rock cresceu para denotar outras elaborações desse estilo. Bandas do início da década de 1990, como Slint ou, anteriormente, Talk Talk, foram mais tarde reconhecidas como influentes no post-rock. Apesar de as duas bandas serem muito diferentes uma da outra, com o Talk Talk surgindo do art rock e da new wave e o Slint surgindo do post-hardcore, ambas tiveram uma influência determinante na forma como o post-rock progrediu ao longo da década de 1990.

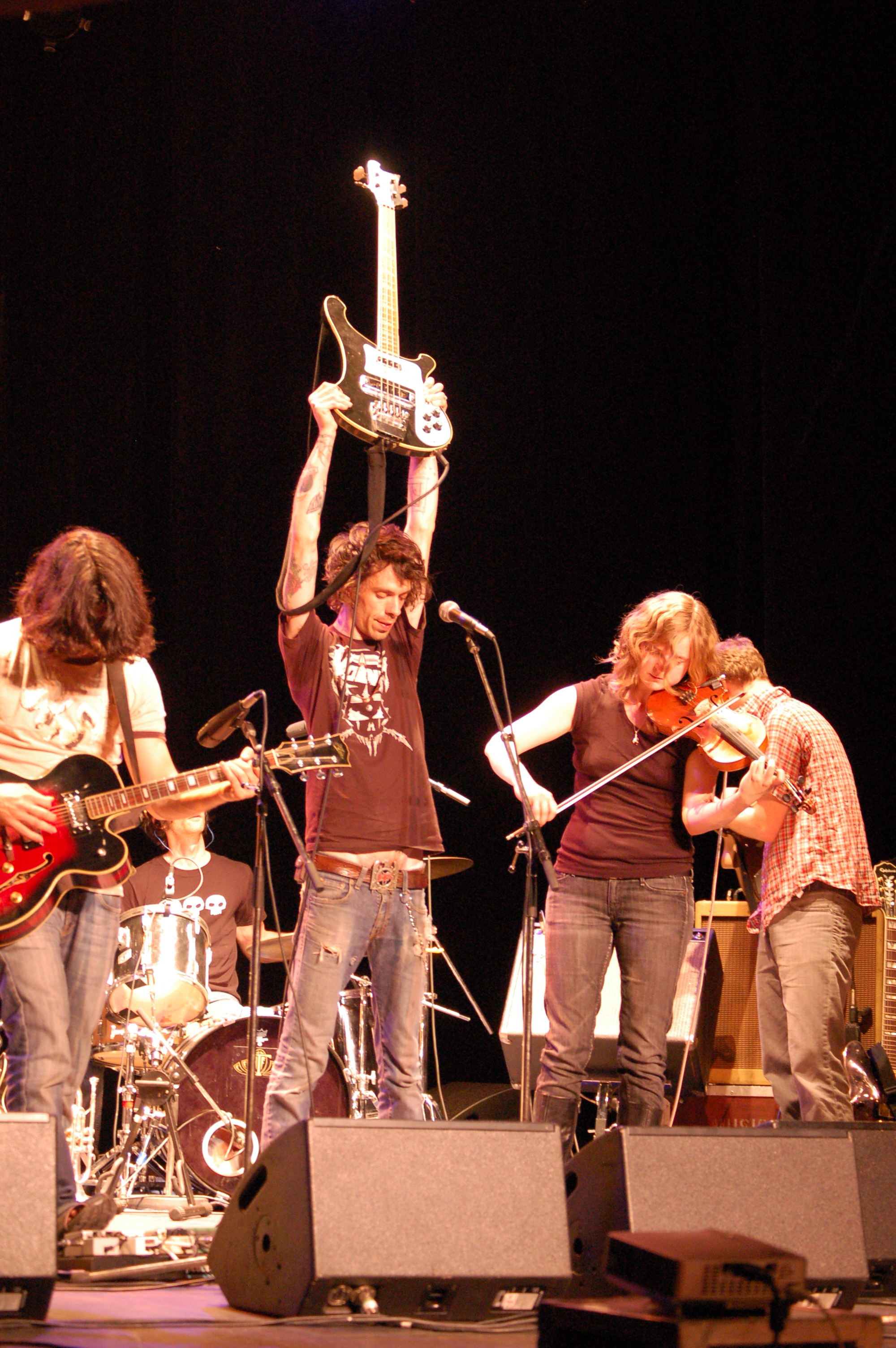
Grupo de post-rock Do Make Say Think em um show em maio de 2007.

Grupos como Tortoise, Cul de Sac e Gastr del Sol, bem como bandas mais voltadas para o ambiente da gravadora Kranky, como Labradford, Bowery Electric e Stars of the Lid, são frequentemente citados como fundamentais para a primeira onda americana de post-rock, especialmente na cena de Chicago. O segundo álbum do Tortoise, Millions Now Living Will Never Die, tornou a banda um ícone do post-rock, com bandas como Do Make Say Think começando a gravar músicas inspiradas no "som Tortoise".
No final da década de 1990, Chicago foi o lar de uma variedade de artistas associados ao post-rock. John McEntire, do Tortoise, e Jim O'Rourke, do Brise-Glace, ambos do Gastr Del Sol, foram importantes para muitos desses grupos, sendo que ambos também produziram vários álbuns do Stereolab nas décadas de 1990 e 2000. Um dos locais mais eminentes do post-rock é Montreal, onde o Godspeed You! Black Emperor e grupos relacionados, incluindo Silver Mt. Zion e Fly Pan Am, gravaram pela Constellation Records; esses grupos são geralmente caracterizados por um estilo melancólico e orientado para o crescendo, enraizado em, entre outros gêneros, música de câmara, técnicas de música concreta e influências do free jazz. Em 2000, o Radiohead lançou o álbum de estúdio Kid A, marcando um ponto de virada significativo em seu estilo musical, com Reynolds descrevendo-o e o álbum seguinte, Amnesiac, de 2001, como grandes exemplos de post-rock no estilo que havia sido estabelecido pela primeira onda.

### Décadas de 2000–2010: segunda e terceira ondas
No início da década de 2000, o termo tornou-se polémico tanto entre os críticos de música como entre os músicos, sendo visto como estando a cair em desuso. Tornou-se cada vez mais controverso à medida que mais críticos condenavam abertamente a sua utilização. Algumas das bandas a quem o termo foi mais frequentemente atribuído, incluindo Cul de Sac, Tortoise, e Mogwai, rejeitaram o rótulo. A vasta gama de estilos abrangidos pelo termo, segundo eles e outros, roubou-lhe a sua individualidade.
Como parte da segunda vaga de post-rock, Explosions in the Sky, 65daysofstatic, This Will Destroy You, Do Make Say Think, Godspeed You! Black Emperor e Mono se tornaram algumas das bandas de post-rock mais populares do novo milênio. Sigur Rós, com o lançamento de Ágætis byrjun em 1999, tornaram-se uma das bandas de post-rock mais conhecidas da década de 2000 devido à utilização de muitas das suas faixas, em particular o single de 2005 "Hoppípolla", em bandas sonoras de televisão e trailers de filmes. A popularidade destas bandas foi atribuída a um movimento em direção a um som mais convencional orientado para o rock, com estruturas de canções mais simples e uma utilização crescente de ganchos pop, sendo também considerado como um novo estilo atmosférico de indie rock. Após um hiato de 13 anos, a banda de rock experimental Swans começou a lançar uma série de álbuns que foram considerados como post-rock, mais notavelmente To Be Kind, que foi aclamado pela AllMusic no final de 2014.